# 豆三郎
豆三郎（2015年9月8日 - 2022年12月6日）は、アニマルプロ株式会社に所属していた犬のタレント、ペットモデル。赤毛の柴犬である。テレビドラマ『駐在刑事』のプール役をはじめ、テレビドラマ『ナンバMG5』の難破松役としてレギュラー出演していた。

## 概要
豆三郎は2015年生まれで、現在の所属事務所であるアニマルプロ株式会社が設立した2017年に事務所のオーディションに合格。犬のタレントとして「鳴き方がシーンによって微妙に違っていたり、走るスピードを変えたりできる」「演技派俳優」と評される。
体格は中型で、体重は7.8㎏とされており、いわゆる豆柴犬ほどではないがオスの柴犬の体格としては比較的小柄。

## エピソード
『ナンバMG5』では主人公の飼い犬である難破松役としてレギュラー出演し、豆三郎の演技に俳優の津田健次郎が声を当てる演出で登場。津田健次郎は「日本で犬に声を当てているのは、（SoftbankのCMで有名な犬カイくんの声を演じた）北大路欣也さんと僕くらいですね（笑）」とコメントを寄せた。なお、豆三郎と対面して「本当にかわいい。目がくるんくるん」と評した。
難波松役は主に豆三郎の名前が挙がるが、同じく赤毛の柴犬「のこ」と「りこ」とともに三匹で一役を演じている。
また、難波松役としてドラマ『やんごとなき一族』最終回のとあるワンシーンにも出演した。
苦手なものは道路のアミアミ（グレーチング）である。

## 出演

### ドラマ
- 駐在刑事（テレビ東京、2018年10月） - プール 役[11]
- ナンバMG5（フジテレビ、2022年4月13日 - 6月22日） - 難破松 役
  - ナンバMG5 特別編「全開バリバリでアリガト」編（フジテレビ、2022年6月29日）[12]
- やんごとなき一族（フジテレビ、2022年6月30日） - 難破松 役[13]
- テッパチ!（フジテレビ、2022年8月3日）

### バラエティ
- ザ!世界仰天ニュース（日本テレビ、2019年4月2日放送） - 再現VTR出演[14]

### CM
- 日本生命TVCM「幸せを長く」篇 30秒[15]

## 受賞
- 第112回ザテレビジョンドラマアカデミー賞ザテレビジョン賞

## 書籍

### ウェブマガジン
- GOODAタイアップショップ「犬猫自然食本舗×GOODA」（株式会社ブランジスタメディア、2019年10月）[16]